# MURAM

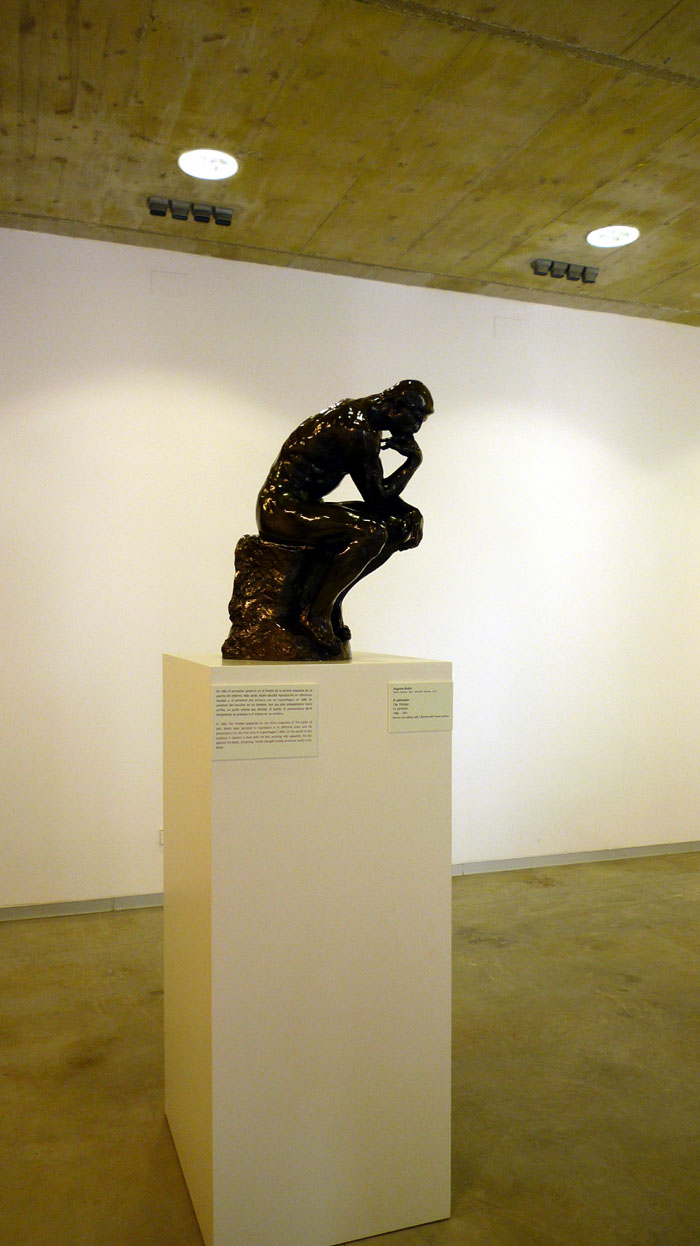
El pensador de Auguste Rodin en una exposición temporal.

El Museo Regional de Arte Moderno (MURAM) es un museo de arte contemporáneo situado en la ciudad española de Cartagena (Murcia).
Está situado en un antiguo edificio rehabilitado por el arquitecto Martín Lejárraga, anexo al modernista Palacio de Aguirre, inmueble que ha sido restaurado y cuya visita se incluye dentro de la entrada al MURAM.
Fue inaugurado el 29 de abril de 2009 con una exposición temporal dedicada al escultor Auguste Rodin.
En la actualidad, el espacio expositivo alberga sólo exposiciones temporales, mientras se está a la espera de que el Gobierno de la Región de Murcia inicie la construcción de la ampliación del MURAM en un solar anexo que serviría para albergar la colección de pintura "Marifí Plazas", compuesta por numerosos cuadros de arte español de vanguardia. 